# Solemya valvulus
Solemya valvulus är en musselart som först beskrevs av Carpenter 1864.  Solemya valvulus ingår i släktet Solemya och familjen Solemyidae. Inga underarter finns listade i Catalogue of Life.